# Gaston Maspero
Gaston Camille Charles Maspero (Parigi, 24 giugno 1846 – Parigi, 30 giugno 1916) è stato un egittologo francese.

## Biografia

### La formazione
Maspero nacque a Parigi da una famiglia di origine italiana. La madre, Adela Evelina Maspero, era figlia di uno stampatore milanese; del padre si sa che era un nobile napoletano, Camillo Marsuzi de Aguirre, rivoluzionario, fuggito in Francia per sfuggire all'arresto. Gaston studiò al Lycée Louis-le-Grand di Parigi e incominciò a scoprire l'Egitto sui libri di storia e se ne appassionò. All'età di quattordici anni si interessò ai geroglifici egizi. Riuscì a entrare all'École Normale a cui potevano accedere soltanto gli studenti più meritevoli. Iniziò a cercare e studiare tutto ciò che riguardava l'antico Egitto; lesse i testi di Emmanuel de Rougé, studioso di grande fama, e riuscì a entrare nella sua classe di egittologia. Incontrò nel 1867 Auguste Mariette a quel tempo a Parigi come responsabile della sezione egiziana della Esposizione Universale. Mariette, per verificare le capacità del giovane, gli consegnò due nuovi testi egizi tratti da una stele ritrovata a Napata, di traduzione molto difficile; Maspero fu in grado di proporre una soluzione in soli otto giorni. La pubblicazione ufficiale delle sue traduzioni nella Revue archéologique nel 1868 lo fece entrare a pieno diritto nel mondo accademico.
Per un breve periodo fu in Uruguay al seguito di un ricco sudamericano che cercava un filologo perché lo aiutasse nella decifrazione dei linguaggi locali, nel tentativo di scoprire le affinità tra la lingua ariana e le lingue quechua. Maspero tornò in Francia nel 1868, e nel 1869 pubblicò un lavoro realizzato a Montevideo, Hymne au Nil, la traduzione di due papiri del British Museum. De Rougé lo prese come assistente in lingua egizia e archeologia alla École Pratique des Hautes Études e, alla morte del suo insegnante, nel 1874, ne ereditò la cattedra al Collège de France.
Nel 1870, mentre si trovava in Inghilterra per studiare un papiro, scoppiò la guerra franco-prussiana; Maspero rientrò subito in Francia per fare la sua parte. L'anno seguente sposò la giornalista Henriette Yapp; dall'unione nasceranno due figli, Georges e Isabelle; Henriette morì nel 1873 a 27 anni per peritonite.

### Il lavoro in Egitto
Nel novembre del 1880 Maspero si recò in Egitto per la prima volta a capo di una spedizione archeologica per conto del governo francese e visitò anche Il Cairo. In quel periodo Mariette aveva gravi problemi di salute e non poteva più seguire i suoi numerosi impegni; Maspero fu designato dal governo a subentrargli all'Institut Français d'Archéologie Orientale. Da allora egli lavorò contemporaneamente in due campi, come insegnante a Parigi e come archeologo in Egitto. Ciò avvenne alcuni mesi prima della morte di Mariette, a cui Maspero subentrò anche come direttore generale degli scavi e delle antichità in Egitto. Egli decise quindi di partire dalle scoperte fatte da Mariette negli scavi di Saqqara, espandendo la ricerca dal primo Antico Regno in poi, mostrando particolare attenzione alle tombe che contenessero iscrizioni geroglifiche abbastanza lunghe e complete per aiutarlo a scoprire lo sviluppo della lingua egizia. Selezionando cinque tombe del periodo più antico, quelle di Unis, Teti, Pepi I, Merenra I e Pepi II, Maspero riuscì nel suo intento, trovando più di 4000 linee di geroglifici che furono catalogati e fotografati. L'archeologo pubblicò tutto il materiale trovato come i Testi delle piramidi. 
Dotato di grandi qualità di organizzatore iniziò ad agire affinché si limitassero gli scavi e le ricerche archeologiche nel tentativo di porre fine al commercio illecito di reperti a opera di mercanti senza scrupoli che danneggiavano l'Egitto; di costoro faceva ampio uso il responsabile per l'Egitto del British Museum, Ernest Budge, con lo scopo di aggirare il monopolio francese sui ritrovamenti archeologici nell'area. Maspero, quale direttore del Servizio delle Antichità, si dedicò con impegno al problema. I suoi sospetti caddero sui fratelli Abd er-Rasûl, trafugatori di tesori nel villaggio di Gorna, che fece arrestare; il fratello maggiore decise di parlare e svelare il nascondiglio dei materiali trafugati. Nel luglio 1881 a Deir el-Bahari fu rinvenuto un grande deposito nella tomba della regina Inhapi, probabilmente moglie di Ahmose I. Gli operai di Maspero trovarono numerose mummie, tra cui quelle di nove faraoni, sarcofagi e arredi funebri; tutti i reperti furono trasportati in gran fretta al Cairo per scongiurare eventuali furti.
Maspero continuò l'opera di Mariette a Abido, a Edfu, intraprese il consolidamento del complesso templare di Karnak, e nel 1886 riprese l'opera di scavi della Grande Sfinge di Giza, iniziati dal suo predecessore, che prevedeva la rimozione di 65 piedi di sabbia e l'eventuale esplorazione delle tombe sottostanti (che Maspero non trovò, ma che furono scoperte in seguito e mai aperte). Fu anche il primo a permettere la visita dei turisti ai siti archeologici per sovvenzionare la manutenzione e il proseguimento degli scavi.
Non senza rammarico rientrò a Parigi nel 1886 per ricoprire nuovamente il suo incarico accademico dal giugno 1886 fino al 1899; continuò comunque a seguire da lontano le ricerche e le scoperte di coloro che lo avevano rimpiazzato All'età di 53 anni fece ritorno in Egitto per mettere a frutto la sua esperienza come direttore generale del dipartimento delle antichità. Il 3 ottobre dello stesso anno, un terremoto a Karnak distrusse 16 colonne della grande sala ipostila e rischiò di far crollare anche uno dei grandi pilastri Maspero aveva già compiuto lavori di restauro in loco e organizzò un gruppo di tecnici sotto la supervisione francese per il ripristino del sito archeologico, contro la volontà di alcuni che volevano mantenere intatte le rovine così come erano state prodotte dal sisma. Nel 1903 fu trovato un pavimento di alabastro in corrispondenza del settimo pilone e, sotto di esso, una galleria che conduceva ad un ricco deposito di almeno 17 000 statue, che furono tutte disegnate, catalogate e fotografate.
Al suo rientro in Egitto, nel 1899, trovò le collezioni di quello che diventerà il Museo egizio del Cairo, allora ospitato nel palazzo di Isma'il Pascià a Giza, enormemente aumentate, e cercò di arricchirle ulteriormente, sovrintendendo al loro trasferimento da Giza alla nuova e più capiente sede appositamente costruita a piazza Tahrir nel 1902 e utilizzata ancora oggi. Il vasto catalogo delle collezioni fece rapidi progressi sotto la direzione di Maspero e nel 1909 furono pubblicati ventiquattro volumi che comportarono nuovi arrivi fra i collaboratori del museo, fra i quali si trovava il giovane Howard Carter, allora diciassettenne. Fu proprio Maspero che raccomandò Carter a Lord Carnarvon nel 1907, quando questi era alla ricerca di un esperto che guidasse la sua spedizione archeologica nella Valle dei Re. 
Maspero morì nel giugno del 1916 e fu sepolto nel cimitero di Montparnasse, a Parigi. Sulla sua tomba è iscritto l'epitaffio "Ma spero", in due parole, adattamento del suo cognome italiano (Maspero).
Fu membro dell'Académie des inscriptions et belles-lettres. Suo figlio, Henri Maspero, nato dal secondo matrimonio con Louise Balluet d'Estournelles, divenne un celebre sinologo.
Insieme al tedesco Heinrich Brugsch e al britannico Flinders Petrie Gaston Maspero può essere annoverato fra i padri dell'egittologia moderna. Sotto la sua guida si perfezionò l'egittologo italiano Ernesto Schiaparelli.
Maspero fu pure membro della Società Teosofica.

## Pubblicazioni
Fra le sue pubblicazioni più note è da annoverare la sua Histoire ancienne des peuples de l'Orient classique, in tre volumi, che ripercorre tutta la storia del Vicino Oriente dalle origini alla conquista di Alessandro Magno, una Histoire des peuples de l'Orient, avente lo stesso scopo e che ebbe ben sei edizioni, e gli Études de mythologie et d'archéologie égyptiennes, del 1893, una raccolta di saggi e di articoli pubblicati originariamente in diversi quotidiani e importanti per il loro contributo alla storia della religione egizia.